# Kościół Najświętszej Maryi Panny Nieustającej Pomocy w Rędzinach
Kościół Najświętszej Maryi Panny Nieustającej Pomocy w Rędzinach – kościół parafialny parafii św. Otylii w Rędzinach. Wybudowany w stylu neogotyckim. Wraz ze znajdującym się obok cmentarzem i ogrodzeniem wpisany do rejestru zabytków pod numerem A/431/88 (wpis z 27 maja 1988).

## Historia
Kościół został wybudowany w latach 1897–1901 dzięki staraniom ks. Bolesława Wróblewskiego. Powstał na miejscu wcześniejszego kościoła, funkcjonującego w latach 1625–1897. Konsekracji kościoła dokonał 4 lipca 1903 biskup Stanisław Zdzitowiecki.
Podczas I wojny światowej kościół został uszkodzony, odrestaurowano go w latach 1921–1922. Na przestrzeni lat w kościele m.in. wybudowano nowe szkarpy, zmodernizowano prezbiterium (wstawiono marmurowy ołtarz mszalny), założono nowe żyrandole, wstawiono witraże. W 2014 roku w kościele zamontowano ogrzewanie.

## Wyposażenie

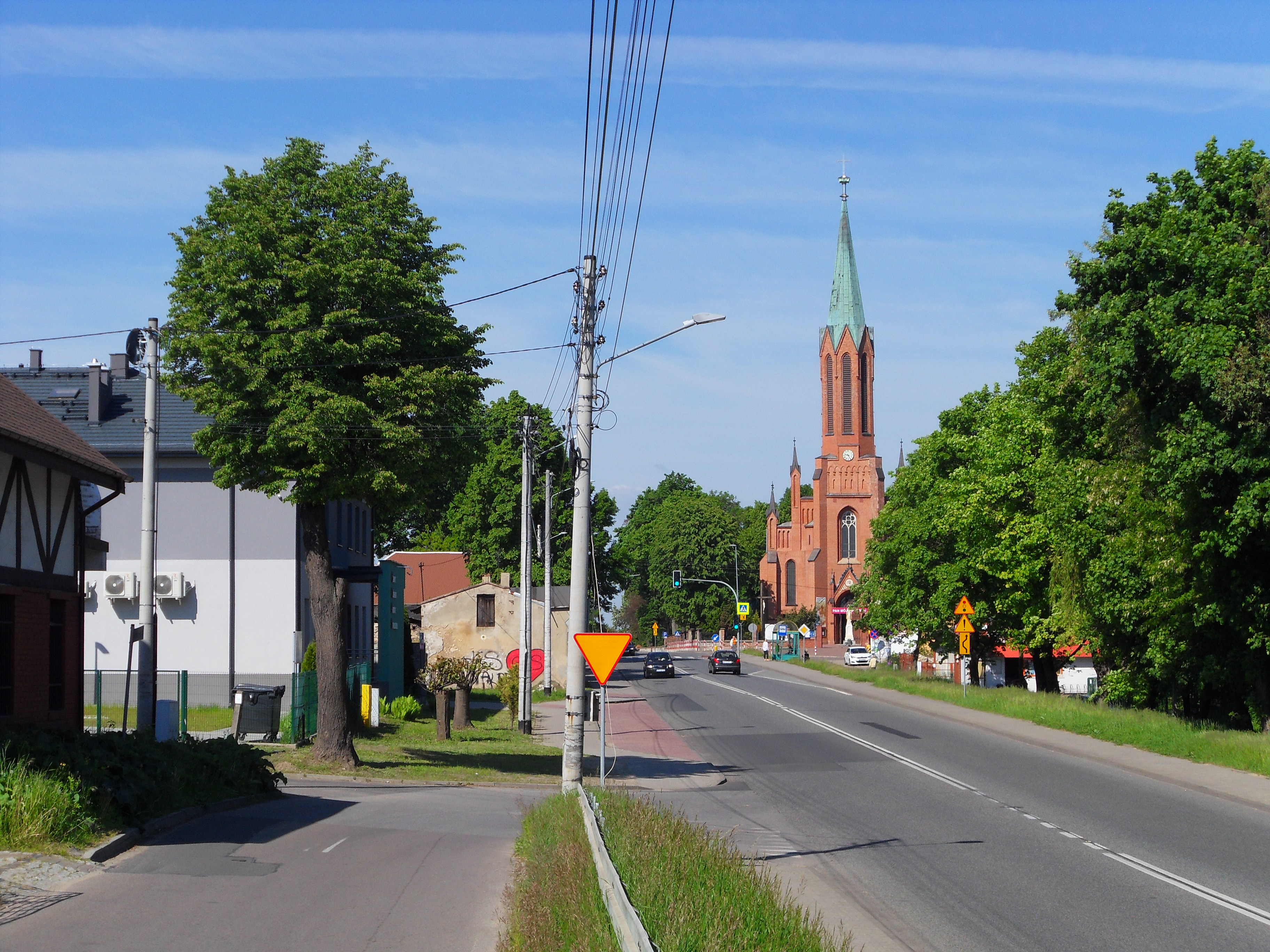
Ulica Wolności z widocznym kościołem

W kościele i jego obrębie znajdują się między innymi:
- obraz Matki Bożej Nieustającej Pomocy (o wymiarach 85×65 cm) znajdujący się w ołtarzu głównym, sprowadzony z Rzymu w 1921 roku[4],
- obraz św. Otylii z pierwszej połowy XVII wieku, znajdujący się w ołtarzu bocznym, otoczony tabliczkami wotywnymi[5][6],
- obraz Matki Bożej Częstochowskiej, który znajdował się w poprzednim kościele, a następnie (do sprowadzenia obrazu NMP Nieustającej Pomocy) w  ołtarzu głównym, obecnie ustawiony przy jednym z filarów[4],
- zabytkowe organy, prawdopodobnie z końca XIX wieku[7],
- figura Matki Boskiej, umiejscowiona przed wejściem do świątyni, w miejscu, gdzie znajdował się ołtarz poprzedniego kościoła[8],
- tablica upamiętniająca żołnierzy wojny polsko-bolszewickiej, umiejscowiona na zewnętrznej ścianie kościoła[8],
- inne obrazy i figury, np. św. Franciszka z Asyżu, św. Ojca Pio[5].